# Капська черепаха шпорова
Капська черепаха шпорова (Homopus femoralis) — вид черепах з роду Капські черепахи родини Суходільні черепахи.

## Опис
Загальна довжина карапаксу досягає 10—14 см. Спостерігається статевий диморфізм: самиці більші за самців. Голова середнього розміру. Морда витягнута. Карапакс витягнутий, овальної форми, опуклий. У самців більш довгий хвіст, але невігнутий пластрон. Тіло й пластрон доволі пласкі. На стегнах присутні шпори (вирости). На передніх кінцівках великі луски і 4 кігтя.
Голова коричнювата. Колір карапаксу коливається від оливкового до червоно-коричневий. У молодих черепах на кожному щитку є темна облямівка. Пластрон жовтуватий.

## Спосіб життя
Полюбляє сухі листопадні ліси, чагарникові савани, гірські місцини. Зустрічається на висоті до 1800 м над рівнем моря. Харчується рослинною їжею, зокрема плодами яскраво-червоного кольору і жовтими квітами, калом.
Зимова сплячка триває 6—10 тижнів. Сплячка стимулює статеву поведінку. Без неї самиці зазвичай не здатні до розмноження.
Самці протягом періоду парування змінюють забарвлення голови, яка здобуває помаранчево-червоний відтінок. Самці можуть бути дуже агресивний один до одного й до самиць. Самиця відкладає влітку 1—3 яйця розміром 30×25 мм. Інкубаційний період триває 130–320 днів при температурі 27 °C. Розмір новонароджених черепашенят досягає 25×35 мм при вазі 5—8 г.

## Розповсюдження
Мешкає на сході та півночі Капської провінції до півдня й центру Північної Капської провінції, а також на південь до Північно-Західної провінції Південно-Африканської Республіки.